# Lijst van voetbalinterlands Bulgarije - Servië en Montenegro
Deze lijst van voetbalinterlands is een overzicht van alle officiële voetbalwedstrijden tussen de nationale teams van Bulgarije en Servië en Montenegro. De landen hebben twee keer tegen elkaar gespeeld. De eerste ontmoeting was een vriendschappelijke wedstrijd in Kruševac op 27 maart 2003. Het laatste duel, eveneens een vriendschappelijke wedstrijd, werd gespeeld op 9 februari 2005 in Sofia.

## Wedstrijden
| № | Plaats   | Datum           | Competitie        | Wedstrijd                        | Uitslag |
| - | -------- | --------------- | ----------------- | -------------------------------- | ------- |
| 1 | Kruševac | 27 maart 2003   | Vriendschappelijk | Servië en Montenegro − Bulgarije | 1 − 2   |
| 2 | Sofia    | 9 februari 2005 | Vriendschappelijk | Bulgarije − Servië en Montenegro | 0 − 0   |

## Samenvatting
| Competitie        | Totaal gespeeld | Winst Bulgarije | Gelijk | Winst Servië en M. | Doelsaldo Bulgarije – Servië en M. |
| ----------------- | --------------- | --------------- | ------ | ------------------ | ---------------------------------- |
| Vriendschappelijk | 2               | 1               | 1      | 0                  | 2 – 1                              |
| Totaal            | 2               | 1               | 1      | 0                  | 2 – 1                              |

Wedstrijden bepaald door strafschoppen worden, in lijn met de FIFA, als een gelijkspel gerekend.